# Championnats du monde de pétanque 1995
Navigation
Édition précédente Édition suivante
Les championnats du monde de pétanque 1995 est une édition des championnats du monde de pétanque. 

## Présentation
Cette compétition constitue la 31e édition des championnats du monde de pétanque en triplette sénior et la 5e édition en triplette junior. Elle se déroule à Bruxelles (Belgique) du 21 au 24 septembre 1995 pour les triplettes séniors. Elle se déroule à Saragosse (Espagne) du 8 au 10 septembre 1995 pour les triplettes juniors.

## Résultats àBruxelles(Belgique)[1]

### Triplette sénior

#### Phase de poules
| Poule   | Qualifiés           | Eliminés                |
| Poule A | Belgique 2 et Maroc | Sénégal et Madagascar 2 |
| Poule B | Tunisie et France 3 | Italie et Suisse        |
| Poule C | France 2 et France  | Madagascar et Portugal  |
| Poule D | Maroc 2 et Belgique | Italie 2 et Espagne     |

#### Phase finale
| Nation   | Score | Nation     |
| -------- | ----- | ---------- |
| France   | 13-4  | Tunisie    |
| France 2 | 13-6  | Belgique 2 |
| France 3 | 13-4  | Maroc 2    |
| Maroc    | 13-2  | Belgique   |

| Nation   | Score | Nation   |
| -------- | ----- | -------- |
| France   | 13-2  | Maroc    |
| France 2 | 13-10 | France 3 |

| Nation | Score | Nation   |
| ------ | ----- | -------- |
| Maroc  | 13-10 | France 3 |

| Nation   | Score | Nation |
| -------- | ----- | ------ |
| France 2 | 15-5  | France |

## Résultats àSaragosse(Espagne)[1]

### Triplette junior

#### Phase finale
| Nation    | Score | Nation  |
| --------- | ----- | ------- |
| Espagne 2 | 13-5  | Italie  |
| Espagne   | 13-3  | Andorre |
| Portugal  | 13-6  | Canada  |
| Suède     | 13-10 | Maroc   |

| Nation    | Score | Nation   |
| --------- | ----- | -------- |
| Espagne 2 | 13-12 | Portugal |
| Espagne   | 13-10 | Suède    |

| Nation | Score | Nation   |
| ------ | ----- | -------- |
| Suède  | 13-8  | Portugal |

| Nation    | Score | Nation  |
| --------- | ----- | ------- |
| Espagne 2 | 13-3  | Espagne |

## Podiums
| Épreuve          | Or                                                                        | Argent                                                               | Bronze                                                                      |
| ---------------- | ------------------------------------------------------------------------- | -------------------------------------------------------------------- | --------------------------------------------------------------------------- |
| Triplette sénior | 2 \| David Le Dantec - Philippe Quintais - Philippe Suchaud               | Christian Fazzino - Michel Schatz - Jean-Marc Foyot                  | Hafid Alaoui - Amal Moufid - Ahmed Essafri                                  |
| Triplette junior | 2 \| Fransisco Amoros - Joaquín Romero - Eduardo Reina - Javier Rodriguez | Daniel Cañamares - Borja Delgado - Joaquín Medina - Manuel Fernandez | Kristoffer Eriksson - Petrus Berggren - Björn Ivarsson - Bo-Göran Jacobsson |

## Tableau des médailles
| Rang  | Nation  | Or | Argent | Bronze | Total |
| ----- | ------- | -- | ------ | ------ | ----- |
| 1     | France  | 1  | 1      | 0      | 2     |
| 1     | Espagne | 1  | 1      | 0      | 2     |
| 3     | Maroc   | 0  | 0      | 1      | 1     |
| 3     | Suède   | 0  | 0      | 1      | 1     |
| Total | Total   | 2  | 2      | 2      | 6     |